# Liste der Ehrenmale im Kreis Steinburg

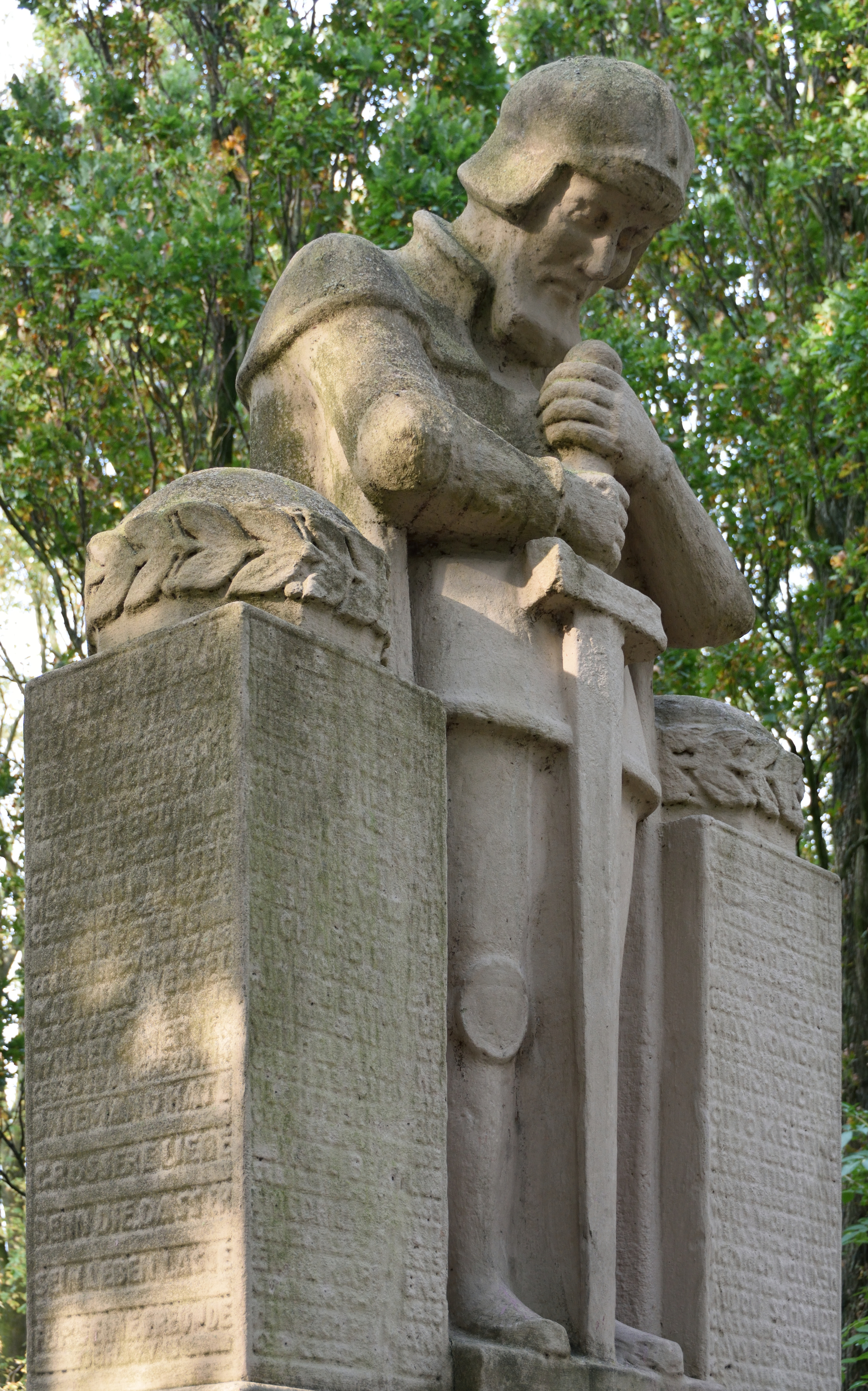
Ehrenmal in Krempe

Die Liste der Ehrenmale im Kreis Steinburg zeigt die verschiedenen Gedenkstätten im Kreis Steinburg für Gefallene aus den letzten Kriegen oder erinnert an militärische Auseinandersetzungen, die mit den jeweiligen Gemeinden verbunden sind. Auch sind Grabsteine von Kriegsgefangenen und Zwangsarbeitern vermerkt.
Die meisten dieser Ehrenmale wurden nach dem Ersten Weltkrieg errichtet. Viele dieser Denkmale wurden im Laufe der Jahre durch Zusätze, hauptsächlich mit Bezug zum Zweiten Weltkrieg oder zur Vertreibung ergänzt. Auch gibt es manchmal Erinnerungen an die Wiedervereinigung am gleichen Standort. Hier wird nur die Hauptinschrift des Denkmals genannt; einzelne Namen von Gefallenen oder Vermissten werden nicht erwähnt.
An einigen Erinnerungsstätten gibt es auch Mahnmale an den Deutsch-Dänischen Krieg (der die Einheit Schleswig-Holsteins mit dem alten Wahlspruch Up ewig ungedeelt wiederherstellte) oder an den Deutsch-Französischen Krieg (1870–1871).
Eines der ältesten Ehrenmale steht in Glückstadt, das Kugeldenkmal erinnert an die Befreiungskriege. Auch in Münsterdorf existiert ein Gedenkstein an dieses Ereignis, er wurde aber einhundert Jahre später errichtet.

## Ehrenmale im Kreis Steinburg
| Bild           | Ereignis                                                     | Ort                    | Inschrift(en) | Lage     | Weblink                    |
| -------------- | ------------------------------------------------------------ | ---------------------- | --- | -------- | -------------------------- |
| Weitere Bilder | 1. Weltkrieg 2. Weltkrieg                                    | Aasbüttel              | 1914 – 1918 1939 – 1945 UNSERE TOTEN MAHNEN ZUM FRIEDEN Linke Gedenkplatte: Unseren Toten 1939 – 1945 Zum Gedenken Rechte Gedenkplatte: ✠ Ihre im Kriege 1914–1918 gefallenen Söhne ehrt dankbar die Gemeinde Aasbüttel | Standort |                            |
| Weitere Bilder | 1. Weltkrieg 2. Weltkrieg                                    | Agethorst              | 1914 1918 IM GLAUBEN AN DEUTSCHLANDS GRÖSSE BESIEGELTEN IHRE LIEBE ZUM VATERLAND MIT DEM TODE Linker und rechter Seitenflügel: 1939 – 1945 | Standort |                            |
| Weitere Bilder | 1. Weltkrieg 2. Weltkrieg                                    | Beidenfleth            | ✠ Den gefallenen Helden gewidmet von der Gemeinde Beidenfleth. Sie gaben ihr Alles, ihr Leben ihr Blut. Sie gaben es hin mit heiligem Mut. Sie opferten Zukunft und Jugendglück. Sie kehren nie wieder zur Heimat zurück. 1914–1918 1939–1945 Den Gefallenen und Vermißten zum Gedenken, den Menschen aber zum Nachdenken. Du fordertest auch Opfer von Mutter und Kind. Es sei gedacht an dieser Stelle der vielen Toten der Heimatvertriebenen, die ihr Leben im Kriege, in der Gefangenschaft, bei der Vertreibung oder in den Winterstürmen der Flucht lassen mußten. | Standort |                            |
| Weitere Bilder | Deutsch-Französischer Krieg                                  | Besdorf                | Friedenseiche gepflanzt 3. Mai 1871 Gemeinde Besdorf 3. Mai 1971 | Standort |                            |
| Weitere Bilder | 1. Weltkrieg 2. Weltkrieg                                    | Besdorf                | ✠ Zum ehrenden Gedenken an die Opfer der Kriege 1914–1918 1939–1945 | Standort |                            |
| Weitere Bilder | 1. Weltkrieg 2. Weltkrieg                                    | Blomesche Wildnis      | 1914 ✠ 1918 Den Gefallenen zum Andenken Die dankbare Gemeinde Blomesche Wildnis Linker Gedenkstein: 1939 ✠ ZUM ✠ ANDENKEN AN UNSERE GEFALLENEN SOLDATEN Rechter Gedenkstein: 1945 † ZUM † ANDENKEN AN UNSERE ZIVILEN OPFER | Standort |                            |
| Weitere Bilder | 1. Weltkrieg 2. Weltkrieg                                    | Bokhorst               | Den Opfern 1914 1918 1939 1945 | Standort |                            |
| Weitere Bilder | 1. Weltkrieg                                                 | Borsfleth              | 1914 | Standort |                            |
| Weitere Bilder | 2. Weltkrieg                                                 | Borsfleth              | 1939 – 1945 DEN TOTEN DES ZWEITEN WELTKRIEGES | Standort |                            |
| Weitere Bilder | Deutsch-Französischer Krieg                                  | Borsfleth              | Gott allein die Ehre! ✠ Erinnerung an Deutschlands Kampf u. Sieg 1870 u. 71 und an die beiden Opfer unserer Gemeinde. | Standort |                            |
| Weitere Bilder | Zwangsarbeiter                                               | Borsfleth              | ☧ POLNISCHER ZWANGSARBEITER † 25. 4. 1945. VATER VERGIB | Standort |                            |
|                | 1. Weltkrieg 2. Weltkrieg                                    | Breitenberg            | Einfriedung links: DEN TOTEN Einfriedung rechts: DAS GEBET Vorderseite des Ehrenmals: - Verml. „Geheiligt“, Rest unleserlich - Linke Hälfte des Ehrenmals: 1939–1945 Rechte Hälfte des Ehrenmals: 1939–1945 Rückseite des Ehrenmals: 1914–1918 Gedenkplatte: Niemand hat größere Liebe denn die, daß er sein Leben lässet für seine Freunde Joh. 15.13. | Standort |                            |
| Weitere Bilder | 1. Weltkrieg 2. Weltkrieg                                    | Brokstedt              | Ehrenmal: 1914–1918 Errichtet zu Ehren unserer Gefallenen von der Gemeinde Brokstedt. Findling rechts: ZUM GEDENKEN UNSERER GEFALLENEN U. VERMISSTEN KAMERADEN 1939–1945 | Standort |                            |
|                |                                                              | Brokdorf               | Unseren Opfern ✠ | Standort |                            |
| Weitere Bilder | 1. Weltkrieg 2. Weltkrieg                                    | Büttel                 | Vorderseite: Ihr ginget für uns in Kampf und Not Ihr ginget für uns in den bitteren Tod Eure Namen meldet der schlichte Stein Eure Taten grubt ihr ins Herz uns ein 1914 – 1918 1939 – 1945 Rechte Seite: Unsern Toten die Ihr Leben im Kriege, in der Gefangenschaft und bei der Austreibung aus der Heimat liessen, zum Gedächtnis. Die Heimatvertriebenen Büttel | Standort |                            |
| Weitere Bilder | 1. Weltkrieg                                                 | Christinenthal         | ✠ In Ruhm und Ehren gefallen | Standort |                            |
| Weitere Bilder | 1. Weltkrieg 2. Weltkrieg                                    | Dägeling               | 1914 1918 Seinen im Weltkriege gefallenen Söhnen die Gemeinde Dägeling UNSEREN GEFALLENEN u. VERMISSTEN DES 2. WELTKRIEGES 1939–45 IN DANKBARKEIT GEWIDMET DIE GEMEINDE DÄGELING | Standort |                            |
| Weitere Bilder | 1. Weltkrieg 2. Weltkrieg                                    | Dammfleth              | 1914–1918 Unseren tapferen Helden gewidmet von der Gemeinde Dammfleth Stehst du an dieser Stätte hier, So schenk ein Vaterunser mir. Denk an mein Grab in Feindesland. Im stillen Wald am Wegesrand. 1939–1945 Wir gedenken auch an dieser Stätte den Toten der Heimatvertriebenen, die ihr Leben im Kriege, in der Gefangenschaft und bei der Austreibung aus der Heimat liessen. | Standort |                            |
| Weitere Bilder | 1. Weltkrieg 2. Weltkrieg                                    | Drage                  | ✠ 1914–1918 1939–1945 Äußerer linker Gedenkstein: GEFALLEN IM OSTEN Linker Gedenkstein: Unseren im Weltkriege gefallenen Brüdern Nicht klagen, nicht klagen Rechter Gedenkstein: Zum ehrenden Gedenken die Gemeinde Drage Wir schweigen und tragen Äußerer rechter Gedenkstein: GEFALLEN IM WESTEN IN DER HEIMAT VERMISST 1939–45 | Standort |                            |
| Weitere Bilder | 1. Weltkrieg 2. Weltkrieg                                    | Ecklak                 | 1914 ✠ 1918 Unseren tapferen Helden gewidmet von der Gemeinde Ecklak Erinnerung sei uns stets ein Heiligtum Gedenkplatte vor dem Obelisken: 1939–1945 Unsern lieben Toten und Verschollenen der Gemeinde und der Heimatvertrieben Zum Gedenken | Standort |                            |
| Weitere Bilder | 1. Weltkrieg 2. Weltkrieg                                    | Fitzbek                | Unseren gefallenen Söhnen die Gemeinde FITZBEK | Standort |                            |
| Weitere Bilder | Koalitionskriege                                             | Glückstadt             | Erinnerung an 1813/14. | Standort |                            |
| Weitere Bilder | Koalitionskriege                                             | Glückstadt             | 1813 1913 | Standort |                            |
| Weitere Bilder | Schleswig-Holsteinische Erhebung                             | Glückstadt             | Up ewig ungedeelt! 1848–1898 | Standort |                            |
|                | Deutsch-Französischer Krieg                                  | Glückstadt             | FRIEDEN 10. MAI 1871 DEUTSCHE EINHEIT 3. OKTOBER 1990 |          |                            |
|                | Deutsch-Französischer Krieg                                  | Glückstadt             | Vorderseite: ✠ 1870 – 1871 Rückseite: Es fielen für Deutschland: | Standort |                            |
| Weitere Bilder | 1. Weltkrieg 2. Weltkrieg                                    | Glückstadt             | 1914 – 1918 ✠ 1939 – 1945 IHREN GEFALLENEN SÖHNEN DIE GEMEINDE GLÜCKSTADT | Standort |                            |
| Weitere Bilder | 1. Weltkrieg                                                 | Glückstadt             | – keine Inschrift am Kreuz – Die Gedenkplatten zeigen auf den Ersten Weltkrieg | Standort |                            |
| Weitere Bilder | 2. Weltkrieg                                                 | Glückstadt             | UNSEREN TOTEN IM OSTEN Linke Gedenkplatten: POMMERN WESTPREUSSEN SUDETENLAND Rechte Gedenkplatten: DANZIG OSTPREUSSEN SCHLESIEN | Standort |                            |
| Weitere Bilder | 2. Weltkrieg                                                 | Glückstadt             | 1939 – 1945 | Standort |                            |
|                |                                                              | Gribbohm               | ✠ FÜR EUCH | Standort |                            |
| Weitere Bilder | 1. Weltkrieg 2. Weltkrieg                                    | Hadenfeld              | Vorderseite des Ehrenmals: 1914 ✠ 18 Dem Gedächtnis unserer Helden. Die Gemeinde. Linker Findling: 39 – 45 ✠ Sie starben für uns Rechter Findling: 39 – 45 ✠ Vergesst sie nie! | Standort |                            |
| Weitere Bilder | 1. Weltkrieg 2. Weltkrieg                                    | Heiligenstedten        | Vorderseite: Das Kirchspiel Heiligenstedten seinen unvergeßlichen Gefallenen 1914–1918 Linke Seite: Laßt uns des Opfers würdig sein ! Rechte Seite: Saat, von Gott gesäet, dem Tage der Garben zu reifen. Rückseite: Wanderer verweile ! Du sollst erst Gefallenen danken ! Dahinter auf Natursteinwand: 1939 „Gott, Dein Weg ist heilig“ Psalm 77,14 1945 Gedenktafel ganz links: Bekhof Bekmünde Gedenktafel links: Bekmünde Gedenktafel mitte: Heiligenstedten Gedenktafel rechts: Hodorf Huje Gedenktafel ganz rechts: Stördorf Edendorf Heiligenstedtener Kamp | Standort |                            |
| Weitere Bilder | 1. Weltkrieg 2. Weltkrieg                                    | Heiligenstedtenerkamp  | ✠ Zum ehrenden Gedenken an die Opfer beider Weltkriege Gemeinde Heiligenstedtenerkamp Linker unterer Findling: Den Lebenden zum Gedächtnis Rechter unterer Findling: Den Toten zum Vermächtnis | Standort |                            |
| Weitere Bilder | Schleswig-Holsteinische Erhebung Deutsch-Französischer Krieg | Hennstedt              | DEN KÄMPFERN 1848–51 1870–71 | Standort |                            |
|                | 1. Weltkrieg 2. Weltkrieg                                    | Hennstedt              | Vorderseite: Wir sanken hin für Deutschlands Glanz Blüh’ Deutschland uns als Totenkranz. Im Glauben an Deutschland fielen für uns Rückseite: 1914–18 | Standort |                            |
| Weitere Bilder | 1. Weltkrieg 2. Weltkrieg                                    | Herzhorn               | Vorderseite: Unsern Helden 1914–18 1939–45 Rückseite: Tote am Wegesrand Tote im fremden Land die wir Euch besessen, seid unvergessen | Standort |                            |
| Weitere Bilder | 1. Weltkrieg 2. Weltkrieg                                    | Hingstheide            | ✠ Neige Dein Haupt in Ehrfurcht vor den Gefallenen 1914 – 1918 1939 – 1945 Gemeinde Hingstheide | Standort |                            |
| Weitere Bilder | Deutsch-Französischer Krieg                                  | Hohenaspe              | Zum Andenken an den Frieden vom 10. Mai 1871 | Standort |                            |
| Weitere Bilder | 1. Weltkrieg 2. Weltkrieg                                    | Hohenaspe              | Äußerer linker Findling 1939 ✠ 1945 Unseren Gefallenen Unseren Vermißten zum ehrenden Gedenken Linker Gedenkstein UNSERE GEFALLENEN Originaldenkmal Sie gaben ihr Alles, ihr Leben, ihr Blut. Sie gaben es hin mit heiligem Mut – für uns! Ihren im Weltkriege 1914–1918 gefallenen Helden Die Gemeinde Hohenaspe Laßt uns des Opfers würdig sein! Rechter Gedenkstein SIE STARBEN FÜR UNS VERMISSTE Äußerer rechter Findling 1939 † 1945 Wir gedenken in Ehre der Opfer unserer Heimatvertriebenen | Standort |                            |
| Weitere Bilder | 1. Weltkrieg 2. Weltkrieg                                    | Hohenfelde             | ✠ Für das Vaterland starben in den Weltkriegen 1914–1918 1939–1945 | Standort |                            |
| weitere Bilder | Deutsch-Französischer Krieg                                  | Hohenlockstedt         | Vorderes Ehrenmal: A la mémoire des Soldats Francais Décédés en 1870 – 71 R. I. P. Hinteres Ehrenmal (oberer Abschnitt, achteckig): ✠ Colombey Gravelotte Noisseville Metz Toul Paris Dreux Chenegy Orleans Meung Beaugency Blois Villorceau Villejouan Fréteval Equisay Le Mans Belfort (unterer Abschnitt, viereckig): Von ursprünglich vier weißen Marmorplatten mit Inschriften wurde eine durch Beton ersetzt und hat keine Inschrift mehr. | Standort |                            |
| weitere Bilder | 1. Weltkrieg                                                 | Hohenlockstedt         | Zur Ehre der Helden von Lockstedter Lager 1914–1918 | Standort |                            |
| weitere Bilder | 1. Weltkrieg                                                 | Hohenlockstedt         | Die 238 INF DIV ZOG IM APRIL 1917 MIT DEN IR. 463.464.465 UND FAR 62 AUS DEM LOCKSTEDTER LAGER INS FELD EWIG LEBT DER TOTEN TATENRUHM | Standort |                            |
| weitere Bilder | 1. Weltkrieg                                                 | Hohenlockstedt         | Vorderseite: DAS MÄCHTIGE DEUTSCHLAND NAHM FINNLANDS JUNGE MÄNNER AUF UND ERZOG SIE IN SEINEM RUHM– REICHEN HEERE ZU SOLDATEN Rückseite: ZUR BEFREIUNG DES VATER– LANDES ERHOB SICH FINNLANDS JUGEND ZU BEGINN DES WELTKRIE– GES UND GING IN DIE FREMDE UM DORT DAS WAFFEN– HAND– WERK ZU ERLER– NEN Linke Seite: Zum Andenken an das Königl. Preussische Jä– gerbataillon 27, das 1915–16 im Locksted– ter Lager aufgestellt und ausgebildet wurde und 1816–17 an der Ostfront Schul- ter an Schulter mit deutschen Truppen kämpfte, um dann ent– scheidend an dem fin– inschen Befreiungs– krieg teilzunehmen errichtete diese Denk– mal ITSENÄISYYDEN LIITTO Rechte Seite: Suomalaisen Jääkä– ripataljoonan muis– toksi pystytti tämän patsaan ITSENÄISYYDEN LIITTO Till minne av Finske Jägarbataljonen upp- restes detta monument av ITSENÄISYYDEN LIITTO | Standort |                            |
| weitere Bilder | Flucht und Vertreibung                                       | Hohenlockstedt         | UNSEREN TOTEN AUS FLUCHT UND VERTREIBUNG | Standort |                            |
| weitere Bilder | 2. Weltkrieg                                                 | Hohenlockstedt         | 1939 ✠ 1945 UNSEREN TOTEN LOCKSTEDTER LAGER Linke äußere Gedenkplatte: HUNGRIGER WOLF Linke Gedenkplatte: BÜCKEN Rechte Gedenkplatte: HOHENFIERTH Rechte äußere Gedenkplatte: SPRINGHOE | Standort |                            |
| weitere Bilder | 1. Weltkrieg 2. Weltkrieg                                    | Holstenniendorf        | ✠ 1914–18 1939–45 ZUM EHRENDEN GEDENKEN AN UNSERE GEFALLENEN UND VERMISSTEN BEIDER WELTKRIEGE DIE GEMEINDE HOLSTENNIENDORF | Standort |                            |
|                |                                                              | Horst                  | Vorderseite der Natursteinmauer: 1939 1945 Rechte Seite der Natursteinmauer: UNSERN GEFALLENEN HELDEN ✠ZUM GEDÄCHTNIS✠ DIE DANKBARE HEIMAT- ✠GEMEINDE HORST✠ | Standort |                            |
|                | Schleswig-Holsteinische Erhebung Deutsch-Französischer Krieg | Horst                  | Vorderseite: Den tapferen Kriegern. Die dankbare Gemeinde. Linke Seite: 1848–1850. Rechte Seite: 1870–1871. Rückseite: Errichtet 1882. | Standort |                            |
|                | 1. Weltkrieg 2. Weltkrieg                                    | Huje                   | 1914 ✠ 1918 DEN GEFALLENEN HELDEN ZUR EHRE 1939 1945 | Standort |                            |
| weitere Bilder | 1. Weltkrieg 2. Weltkrieg                                    | Kaaks                  | 1914 – 1918 1939 – 1945 Linker Findling: ✠ Den im Weltkrieg 1914–1918 Gefallenen zum ehrenden Gedenken Rechter Findling: ✠ Den im Weltkriege 1914–18 gefallenen Helden zur Ehr | Standort |                            |
| weitere Bilder | Deutsch-Französischer Krieg                                  | Kellinghusen           | Vorderseite: Einigkeit macht stark 1870=187? Rückseite: Friede Nun lobet Gott den Herrn! | Standort |                            |
|                | Deutsch-Französischer Krieg                                  | Kellinghusen           | Es starben den Heldentod fürs Vaterland im Kriege gegen Frankreich 1870–71. Gewidmet von ihren Kameraden | Standort |                            |
| weitere Bilder | 1. Weltkrieg 2. Weltkrieg                                    | Kellinghusen           | ZU EHREN UNSERER GEFALLENEN 1914–18 † 1939–45 | Standort |                            |
| weitere Bilder | 1. Weltkrieg                                                 | Kellinghusen           | UNSERN KÄMPFERN IM WELTKRIEG 1914–1918 | Standort |                            |
| weitere Bilder | 2. Weltkrieg                                                 | Kellinghusen           | FÜR † UNS GESTORBEN 1945 u. 1946 IM RES. LAZARETT KELLINGHUSEN | Standort |                            |
|                | 1. Weltkrieg 2. Weltkrieg                                    | Kiebitzreihe           | Unseren Gefallenen 1914 ✠ 1920 zum ehrenden Gedächtnis. Ehrenmal gegenüber: FÜR UNS ✠ 1939 – 1945 | Standort |                            |
| Weitere Bilder | 1. Weltkrieg 2. Weltkrieg                                    | Krempe                 | DEN HELDEN DES KAMPFES 1914/1918 Linke Seite: NIEMAND HAT GRÖSSERE LIEBE DENN DIE, DASS ER SEIN LEBEN LASSET FÜR SEINE FREUNDE Auf einer halbrunden Steinwand dahinter zwei metallene Gedenkplatten: Linke Gedenkplatte: 1939 – 1945 DIE TOTEN UND OPFER MAHNEN UNS STADT KREMPE DIE GEMEINDEN ELSKOP, GREVENKOP, KREMPDORF Rechte Gedenkplatte: SIE WAREN EINS IN DER LIEBE ZUR HEIMAT UND HABEN IHR LEBEN GEGEBEN BRUDER WIE KLEIN IST DEIN STREIT | Standort |                            |
| Weitere Bilder | 1. Weltkrieg 2. Weltkrieg                                    | Kremperheide           | Unsere Toten 1914 – 1918 1939 – 1945 Ihr bleibt uns unvergessen | Standort |                            |
|                |                                                              | Krummendiek            | ✠ UNERMESSLICHEN TATEN UNVERGESSLICHEN TOTEN BEUG HIER IN EHRFURCHT DEIN HAUPT Linker Gedenkstein: 1939 ✠ 1945 Moorhusen Bekdorf Nutteln Krummendiek Rechter Gedenkstein: 1939 ✠ 1945 Kleve Rahde | Standort |                            |
| Weitere Bilder | 1. Weltkrieg 2. Weltkrieg                                    | Kudensee               | DENEN DIE FÜR UNS STARBEN Linke Seite: 1914 – 1918 SIE KÄMPFTEN SIE STARBEN SIE LEBEN Rechte Seite: 1939 – 1945 | Standort |                            |
| Weitere Bilder | 1. Weltkrieg 2. Weltkrieg                                    | Lägerdorf              | Linker Findling: Unseren Toten 1914 – 1918 1939 – 1945 Rechter Findling: Niemand hat größere Liebe, denn die das er sein Leben liess für seine Freunde Äußere linke Gedenkplatte: ✠ EHRE IHREM ANDENKEN Linke Gedenkplatte: ✠ 150 UNVERGESSLICHE AUS LÄGERDORF Rechte Gedenkplatte: ✠ - unleserlich durch Moose/Flechtenbewuchs (2015) - Äußere rechte Gedenkplatte: ✠ IM KRIEGE 1914 1918 | Standort |                            |
| Weitere Bilder | 2. Weltkrieg                                                 | Lägerdorf              | DEN OPFERN DES DRITTEN REICHES GEGEN UNTERDRÜCKUNG UND WILLKÜR SEID WACHSAM! | Standort |                            |
| Weitere Bilder | 1. Weltkrieg 2. Weltkrieg                                    | Lohbarbek              | 1914 1918 1939 1945 | Standort |                            |
| Weitere Bilder | 1. Weltkrieg 2. Weltkrieg                                    | Looft                  | Unseren im Weltkriege 1914 – 18 Gefallenen zur Ehr und in Treue die Gemeinde Looft. Linke und rechte Gedenkplatte: 1939 ✠ 1945 | Standort |                            |
| Weitere Bilder | 1. Weltkrieg 2. Weltkrieg                                    | Mehlbek                | 1914–1918 Ehret die Helden die für das Vaterland starben Linker und rechter Findling: ✠ 1939 – 1945 Zum ehrenden Gedenken der Gefallenen und Vermissten | Standort |                            |
| Weitere Bilder | 1. Weltkrieg                                                 | Mühlenbarbek           | 1914 ✠ 1918 | Standort |                            |
| Weitere Bilder | 2. Weltkrieg                                                 | Mühlenbarbek           | 1939 ✠ 1945 | Standort |                            |
| Weitere Bilder | 2. Weltkrieg                                                 | Mühlenbarbek           | Vorderseite des Obelisken: Den im Weltkrieg 1939-45 Gefallenen der Gemeinde Mühlenbarbek Rechte Seite des Obelisken: Ihr starbet im Glauben an Deutschland! Es erlag. Nicht wankt unser Glaube. Wofür Ihr kämpftet, wir wollen’s erringen. Künde, Stein, den Enkeln dies Wort! | Standort |                            |
|                | Völkerschlacht bei Leipzig                                   | Münsterdorf            | 1813 18. Oct. 1913 | Standort |                            |
| Weitere Bilder | 1. Weltkrieg 2. Weltkrieg                                    | Neuenbrook             | Am 16. November 1952, am Volkstrauertag, wurde die grosse Glocke als GEFALLENEN-GEDÄCHTNIS-GLOCKE der Opfer des Krieges 1939-45 geweiht unter dem Wort: Röm. 14, Vers 8. LEBEN WIR, SO LEBEN WIR DEM HERRN; STERBEN WIR, SO STERBEN WIR DEM HERRN. DARUM, WIR LEBEN ODER STERBEN, SO SIND WIR DES HERRN. Linke Gedenktafeln: 1914 ✠ 1918 Neuenbrook Rethwisch Rechte Gedenktafeln: 1939 ✠ 1945 Neuenbrook Rethwisch Heimatvertriebene Vermißte | Standort |                            |
| Weitere Bilder | 1. Weltkrieg 2. Weltkrieg                                    | Neuendorf b. Elmshorn  | Vorderseite: ✠ 1914 – 1918 TREUE UM TREUE 1939 – 1945 Rückseite: 64 Einwohner des Kirchspiels Neuendorf starben in treuer Pflichterfüllung für ihr Vaterland | Standort |                            |
|                | Deutsch-Französischer Krieg                                  | Neuendorf-Sachsenbande | Zur ERINNERUNG an 1810–71 UND DIE FAHNENWEIHE d. MILITÄRVEREINS IM AMTSBEZ. ÄBTISSINWISCH. 21. MAI. 1911 | Standort |                            |
| Weitere Bilder | 1. Weltkrieg 2. Weltkrieg                                    | Neuenkirchen           | DEUTSCHER ENTBLÖSSE DEIN HAUPT DU STEHST AN HEILIGEM ORTE. KREUZE VON LORBEER UMLAUBT, VERKÜNDEN GEWALTIGE WORTE. HELDEN GEFALLEN IM RINGEN UM DEUTSCHLANDS EHRE UND SEIN NIE WIRD IHR NAME VERKLINGEN GEHEILIGT SOLL ER UNS SEIN Ihren gefallenen Söhnen der Weltkriege 1914 – 1918 1939 – 1945 zum Gedenken Die Gemeinde Bahrenfleth | Standort |                            |
|                | 1. Weltkrieg 2. Weltkrieg                                    | Nienbüttel             | 1914–1918 Ehret die Helden die für das Vaterland starben Rechter Findling: 1939–1945 An Kriegsfolgen starben: | Standort |                            |
| Weitere Bilder | 1. Weltkrieg 2. Weltkrieg                                    | Oelixdorf              | 1914 1939 ✠ 1918 1945 DASS DER BRUDER UNS SANK BEDENKT ES UND WAHRET DEN FRIEDEN Linker Findling: Kollmoor. Mittlerer Findling linke Seite: Den Gefallenen zum Gedächtnis Mittlerer Findling rechte Seite: Den Lebenden als Vermächtnis Rechter Findling: Oelixdorf. | Standort | Errichtet am 25. Juli 1933 |
| Weitere Bilder | 1. Weltkrieg 2. Weltkrieg                                    | Oeschebüttel           | Ihren in den Weltkriegen 1914–1918 und 1939–1945 gefallenen Söhnen sowie den Toten und Vermissten der hierher verschlagenen Heimatvertriebenen in Dankbarkeit gewidmet. Die Gemeinde Oeschebüttel Linke Gedenkplatte: Im Weltkriege 1914–1918 fielen Rechte Gedenkplatte: Im Weltkriege 1939–1945 fielen | Standort |                            |
| Weitere Bilder | 1. Weltkrieg 2. Weltkrieg                                    | Oldenborstel           | ES KEHRTEN NICHT IN DIE HEIMAT ZURÜCK 1914 – 1918 1939 – 1945 | Standort |                            |
| Weitere Bilder | 1. Weltkrieg 2. Weltkrieg                                    | Oldendorf              | Findling: 1914 – 1918 Erste Feldsteinmauer: Ihr Grab das Schlachtfeld Ihr Denkmal dankbare Menschenherzen Findling: 1939 – 1945 Zweite Feldsteinmauer: - keine Inschrift - Findling: Wer in der Heimat gefallen, sei an dieser Stätte geehrt. Dritte Feldsteinmauer: DENEN, DIE FÜR UNS STARBEN | Standort |                            |
| Weitere Bilder | 1. Weltkrieg 2. Weltkrieg                                    | Ottenbüttel            | ✠ Zum ehrenden Gedenken an die Opfer der Kriege 1914–18 1939–45 | Standort |                            |
|                | 1. Weltkrieg 2. Weltkrieg                                    | Peissen                | Vorderseite des Obelisken: DIE GEMEINDE PEISSEN IHREN GEFALLENEN SÖHNEN 1914–1918 Rückseite des Obelisken: WANDERER, VERWEILE, DU SOLLST ERST GEFALLENEN DANKEN. Linker und rechter Gedenkstein: ✠ 1939 DEN OPFERN DES KRIEGES 1945 | Standort |                            |
| Weitere Bilder | 1. Weltkrieg 2. Weltkrieg                                    | Pöschendorf            | Findling Keine Inschrift Linke und rechte Gedenkplatte 1939 ✠ 1945 Es kehrten nicht in die Heimat zurück | Standort |                            |
| Weitere Bilder | 1. Weltkrieg 2. Weltkrieg                                    | Poyenberg              | 1914 ✠ 1918 Es starben fürs Vaterland 1914–1918 aus der Gemeinde Poyenberg Sockel: 1939–1945 | Standort |                            |
| Weitere Bilder | 1. Weltkrieg 2. Weltkrieg                                    | Puls                   | TREU UND TAPFER BIS IN DEN TOD ✠ Ihren im Weltkriege 1914–18 gefallenen Söhnen gewidmet von der Gemeinde Puls. Linker Findling: 1848 1898 Rechter Gedenkstein: ✠ Zum Gedenken der Opfer des Krieges 1939–1945 | Standort |                            |
|                | 1. Weltkrieg 2. Weltkrieg                                    | Quarnstedt             | UNSEREN TOTEN ZUM GEDENKEN 1914 1918 1939 1945 | Standort |                            |
| Weitere Bilder | 1. Weltkrieg 2. Weltkrieg                                    | Rade                   | 1914 1939 Unseren Toten zum Gedenken 1918 1945 | Standort |                            |
| Weitere Bilder | 1. Weltkrieg 2. Weltkrieg                                    | Reher                  | Vorderseite: ✠ Wanderer verweile! Du sollst erst Gefallenen danken! Ihren im Weltkriege 1914–1918 gefallenen Helden. Die Gemeinde Reher. Linke Seite: Sie gaben ihr Alles, ihr Leben, ihr Blut sie gaben es hin mit heiligem Mut – für uns. Rechte Seite: - keine Inschrift - Rückseite: Lass uns des Opfers würdig sein. | Standort |                            |
| Weitere Bilder | Deutsch-Französischer Krieg                                  | Reher                  | Diese Eichen wurden gepflanzt zur Erinnerung an den glorreichen Feldzug von 1870 71 | Standort |                            |
| Weitere Bilder | 1. Weltkrieg 2. Weltkrieg                                    | Rosdorf                | ✠ Unseren Opfern des Zweiten Weltkrieges 1939 1945 Rechter Findling: Zum Gedächtnis der gefallenen Helden von 1914–18 aus der Gemeinde Rosdorf. | Standort |                            |
| Weitere Bilder | 1. Weltkrieg 2. Weltkrieg                                    | Sankt Margarethen      | Vorderseite des Ehrenmals: 1914 ✠ 1918 Linke Seite des Ehrenmals: St. Margarethen–Büttel Landscheide–Kudensee Rechte Seite des Ehrenmals: Unsern teuren im gro– ßen Krieg Gebliebenen Rückseite des Ehrenmals: Zum unauslöschlichen Gedächtnis Findling vor dem Ehrenmal: ✠ GEDENKET DER OPFER DES KRIEGES 1939–1945 | Standort |                            |
| Weitere Bilder | 1. Weltkrieg 2. Weltkrieg                                    | Sarlhusen              | 1914 ✠ 1918 Ihr Name in dieser Felsenwand Ihr Grab fern im Feindesland Findling vor dem Ehrenmal: ✠ Zum ehrenden Gedenken an die Opfer des Krieges 1939 – 1945 | Standort |                            |
| Weitere Bilder | 1. Weltkrieg 2. Weltkrieg                                    | Schenefeld             | Linke Hälfte der Gedenktafel: Unseren gefallenen Söhnen zum ehrenden Andenken gewidmet 1914 1918 Die Gemeinde Schenefeld Rechte Hälfte der Gedenktafel: Allen denen die uns der Krieg genommen zum Gedenken 1939 1945 Die Gemeinde Schenefeld | Standort |                            |
| Weitere Bilder | 1. Weltkrieg 2. Weltkrieg                                    | Schlotfeld             | Unseren Gefallenen und Vermissten beider Weltkriege die Gemeinde Schlotfeld | Standort |                            |
| Weitere Bilder | 1. Weltkrieg 2. Weltkrieg                                    | Siezbüttel             | 1914 ✠ 1918 Dem Gedächtnis unserer Helden. 1939 UNSEREN TOTEN 1945 | Standort |                            |
| Weitere Bilder | Schleswig-Holsteinische Erhebung                             | Silzen                 | Erinnerung an die Erhebung Schleswig-Holsteins 1848. Silzen 1898 | Standort |                            |
| Weitere Bilder | 1. Weltkrieg 2. Weltkrieg                                    | Silzen                 | FÜR EUCH Gedenkplatte vor dem Ehrenmal: Niemand hat grössere Liebe denn die, dass er sein Leben lasset für seine Freunde. Joh.19.13. Gedenkplatten rechts neben dem Ehrenmal: UNSEREN IM WELT- KRIEGE GEFALLENEN SÖHNEN GEMEINDE SILZEN DEZBR. 1921 Gedenkplatten links neben dem Ehrenmal: 1939 ✠ 1945 | Standort |                            |
|                |                                                              | Steinburg              | ✠ ZUM EHRENDEN GEDÄCHTNIS UNSERER LIEBEN GEFALLENEN DIE SCHULGEMEINDE STEINBURG WER DEN TOD IM HARTEN KAMPFE FAND RUHT AUCH IN FREMDER ERDE IM VATERLAND | Standort |                            |
| Weitere Bilder | 1. Weltkrieg 2. Weltkrieg                                    | Störkathen             | ✠ DIE GEMEINDE STÖRKATHEN DANKT DEN TOTEN UND GEFALLENEN FÜR IHR OPFER UM ERHALT DER DEUTSCHEN HEIMAT 1914–1918 1939–1945 | Standort |                            |
|                |                                                              | Süderau                | Unseren im Weltkriege 1914–1918 gefallenen Brüdern in Dankbarkeit gewidmet Die Kirchengemeinde. Die Milit. Brüderschaft Süderau | Standort |                            |
| Weitere Bilder | 1. Weltkrieg 2. Weltkrieg                                    | Vaale                  | Linke Hälfte des Ehrenmals: 1914 1918 Rechte Hälfte des Ehrenmals: 1939 1945 Gedenkplatte vor dem Ehrenmal: Wanderer, gedenke an dieser Stätte, der Toten der Heimatvertriebenen, die ihr Leben im Kriege, in der Gefangenschaft und bei der Austreibung aus der Heimat liessen. | Standort |                            |
| Weitere Bilder | 1. Weltkrieg 2. Weltkrieg                                    | Vaalermoor             | Gedenket unserer Toten Linke Gedenkplatte: 1939–1945 ✠ Mittlere Gedenkplatte: AUS DER GEMEINDE VAALERMOOR STARBEN FÜR FREIHEIT VATERLAND Rechte Gedenkplatte: 1939–1945 ✠ | Standort |                            |
| Weitere Bilder | 1. Weltkrieg 2. Weltkrieg                                    | Wacken                 | Vorderseite: ✠ LASST UNS IN FRIEDEN RUHEN Linke Seite: Sie starben für uns! Rechte Seite: Vergiß die teuren Toten nicht! Rückseite: Die Gemeinde Wacken ihren im Weltkriege gefallenen Söhnen zum ehrenden Gedenken. Linker Seitenflügel: 1914–1918 Rechter Seitenflügel: 1939–1945 | Standort |                            |
| Weitere Bilder | Zwangsarbeiter oder Kriegsgefangener                         | Wacken                 | 13 russische Soldaten (1915) | Standort |                            |
| Weitere Bilder | Zwangsarbeiter oder Kriegsgefangener                         | Wacken                 | NEUN RUSSISCHE SOLDATEN UNBEKANNT 1945 | Standort |                            |
| Weitere Bilder | Operation Gomorrha                                           | Wacken                 | ✠ Zum ehrenden Gedenken unserer beim Terrorangriff auf Hamburg am 27./28. Juli 1943 gebliebenen lieben Angehörigen | Standort |                            |
| Weitere Bilder | 1. Weltkrieg 2. Weltkrieg                                    | Warringholz            | ✠ UNSEREN TOTEN ZUM GEDENKEN 1914 – 1918 1939 – 1945 | Standort |                            |
| Weitere Bilder | 1. Weltkrieg 2. Weltkrieg                                    | Wewelsfleth            | De Krieg hett se reeten vun Heimat un Herd Se geven ehr Lewen ünner dat Swert. Veel is hier weent de Jammer weer groot. De Steen de schall tügen vun Leev u. vun Not, Vun Dankborkeit seggen un trösten schall he. Dat gifft noch een Heimat för uns u. för se. DE GEMEEN WEWELSFLETH | Standort |                            |
| Weitere Bilder | 1. Weltkrieg 2. Weltkrieg                                    | Wilster                | Unseren Gefallenen Die Stadt Wilster ✠ 1914 – 1918 Auf der Einfriedung: Den Opfern des zweiten Weltkrieges Den Opfern von Krieg und Gewaltherrschaft Sie starben für Volk und Vaterland | Standort |                            |
| Weitere Bilder | Deutsch-Französischer Krieg                                  | Winseldorf             | Vorderseite: Errichtet zum Andenken an den glorreichen Feldzug gegen Frankreich 1870–71. -.- Aus unserer Gemeinde kämpften für das Vaterland Sockelinschrift vorne: Errichtet 1899 Rückseite: Friede! Nun danket Alle Gott | Standort |                            |
| Weitere Bilder | 1. Weltkrieg 2. Weltkrieg                                    | Winseldorf             | 1914 ✠ 1918 Unseren Gefallenen aus dem Weltkriege Linker Gedenkstein: 1939–1945 ✠ Rechter Gedenkstein: ✠ 1939–1945 | Standort |                            |
| Weitere Bilder | 1. Weltkrieg 2. Weltkrieg                                    | Wrist                  | ✠ DEN TOTEN ZUR EHR ✠ DEN LEBENDEN ZUR MAHNUNG | Standort |                            |
| Weitere Bilder | 1. Weltkrieg 2. Weltkrieg                                    | Wulfsmoor              | 1914 / 18 ✠1 939 / 45 Wulfsmoor Wanderer, neige in Ehrfurcht Dein Haupt vor dem Tod und der Tapferkeit. | Standort |                            |

Anmerkungen
1. ↑  Übersetzung Deutsch:
Zum Gedenken an das Finnische Jägerbataillon wurde dieses Denkmal aufgestellt von ITSENÄISYYDEN LIITTO
ITSENÄISYYDEN LIITTO ist nach freier Übersetzung die Finnische Unabhängigkeitsliga
2. ↑  Übersetzung Hochdeutsch:
Der Krieg riss sie von Heimat und Herd
Sie gaben ihr Leben unter dem Schwert.
Viel wurde hier geweint der Jammer war gross.
Der Stein soll erzählen von Liebe und von Not,
Von Dankbarkeit sagen und trösten soll er.
Es gibt noch eine Heimat für uns und für sie.
Die Gemeinde Wewelsfleth

### Ehrenmale und Grabsteine in Itzehoe
Die Kreisstadt Itzehoe hat aufgrund ihrer Größe mehrere Gedächtnisstätten, davon einige auf dem Hauptfriedhof. Dort wird auch der verstorbenen Kriegsgefangenen und Zwangsarbeitern aus besetzen Ländern gedacht.
| Bild           | Ereignis                             | Ort              | Inschrift(en) | Lage     | Weblink |
| -------------- | ------------------------------------ | ---------------- | --- | -------- | ------- |
| Weitere Bilder | Deutsch-Französischer Krieg          | Itzehoe          | Friede. 10. Mai 1871. | Standort |         |
|                | 1. Weltkrieg 2. Weltkrieg            | Itzehoe-Edendorf | Vorderseite des Ehrenmals: 1914 ✠ 1918 Aus der Gemeinde Edendorf fielen für’s Vaterland: Linker Gedenkstein: 1939 DEN TOTEN ZUM GEDENKEN ✠ Rechter Gedenkstein: ✠ DEN LEBENDEN ZUR MAHNUNG 1945 | Standort |         |
| Weitere Bilder | 2. Weltkrieg                         | Itzehoe          | Inschriften am ursprünglichen Denkmal: DEN OPFERN DES NATIONAL SOZIALISMUS LEWER DUAD ÜS SLAAW Wo das Recht ist, da wohnen von selber schon Freie. Und im mer, wo Freie sind Waltet das Recht Ferdinand Freiligrath Der Mensch ist frei geschaffen, ist frei Und wär er in Ketten geboren Schiller Nur der verdient sich Freiheit und das Leben, Der täglich sie erobern muß Goethe Und Freie seid ihr nicht geworden Wenn ihr das Recht nicht festgestellt Ludwig Uhland Es binden Sklaven fesseln nur die Hände der Sinn, er macht den Freien und den Knecht Grillparzer Echte Propheten haben manchmal falsche Pro pheten haben immer fanatische Anhänger Marie von Ebner-Eschenbach Inschrift am Ergänzungsgedenkstein: Den Verfolgten des Naziregimes zum Gedenken, die für Freiheit und Recht in Deutschland einstanden und Opfer der Tyrannei wurden. | Standort |         |
|                | 1. Weltkrieg 2. Weltkrieg            | Itzehoe          | WIR RUFEN VÖLKER UND MENSCHEN AUF, DIE GUTEN WILLENS SIND, HAND ANZULEGEN ANS WERK, DAMIT AUS SCHULD, UNGLÜCK, LEID, ARMUT UND ELEND FÜR UNS ALLE DER WEG IN EINE BESSERE ZUKUNFT GEFUNDEN WIRD. CHARTA DER DEUTSCHEN HEIMATVERTRIEBENEN, 1950 Fünf Gedenksteine von links nach rechts: DIE TOTEN DES ERSTEN WELTKRIEGES 1914–1918 DIE OPFER VON NS–VERFOLGUNG IN ITZEHOE 1933–1945 DIE OPFER VON UNRECHT UND MISSBRAUCH STAATL. GEWALT IN DEUTSCHLAND, EUROPA UND IN ALLER WELT DIE OPFER VON FLUCHT UND VERTREIBUNG DIE TOTEN DES ZWEITEN WELTKRIEGES 1939–1945 | Standort |         |
|                | Zwangsarbeiter oder Kriegsgefangener | Itzehoe          | Hauptfriedhof, im nördlichen Abschnitt: 1914 † 1918 Deutsche: Russen: | Standort |         |
|                | Zwangsarbeiter oder Kriegsgefangener | Itzehoe          | Hauptfriedhof, am nördlichen Rand (1945) RUSSEN POLEN JUGOSL. | Standort |         |
|                | Zwangsarbeiter oder Kriegsgefangener | Itzehoe          | Hauptfriedhof, am südlichen Rand (1945) ITALIENER LETTE LITAUER POLEN RUSSEN UKRAINER UNGARN | Standort |         |
|                | Neunerdenkmal, 1. Weltkrieg          | Itzehoe          | DEN GEFALLENEN DES FELDARTILLERIEREGIMENTS GENERALFELDMARSCHALL GRAF WALDERSEE (SCHLESW.) NO. 9 DES RESERVE-FELDART. REGIMENTS NR. 17 UND DEREN KRIEGSFORMATIONEN 1914–1918 Linker Gedenkstein: DEM REGIMENTSCHEF (1896–1904) GENERALFELDMARSCHALL GRAF WALDERSEE ZUM ANDENKEN GEWIDMET VOM NEUNERBUND HAMBURG–ITZEHOE Rechter Gedenkstein: GENERALOBERST FREIHERR v. FRITSCH OBERBEFEHLSHABER DES HEERES KDR. 2.(PREUSS) ARTL. RGT. CHEF ARTL. RGT. 12 | Standort |         |
| Weitere Bilder | unbestimmt                           | Itzehoe          | Ehrenmal für Eisenbahner: UNSEREN GEFALLENEN KAMERADEN | Standort |         |

### Ehrenmale der Feuerwehr
| Bild           | Ereignis     | Ort          | Inschrift(en)                                                | Lage     | Weblink |
| -------------- | ------------ | ------------ | ------------------------------------------------------------ | -------- | ------- |
| Weitere Bilder | 2. Weltkrieg | Neuenkirchen | ✠ 1939 – 1945 Zum Gedenken der gefallenen Feuerwehrkameraden | Standort |         |
| Weitere Bilder | unbestimmt   | Kremperheide | UNSERN KAMERADEN                                             | Standort |         |

### Ergänzung
In einigen Gemeinden des Kreises Steinburg gibt es in den Kirchen Gedenktafeln, diese wurden zusätzlich oder an Stelle eines Ehrenmals errichtet.
- Kollmar
- Münsterdorf
- Hennstedt (Steinburg)
- Breitenberg

## Belege
1. ↑  Beschießung der Festung Glückstadt
2. ↑  Letztes Zeichen nicht mehr lesbar
3. ↑  Hermann Schwichtenberg: Die Völkerschlacht bei Leipzig. In: Heimatverband Kreis Steinburg (Hrsg.): Steinburger Jahrbuch 2015. Itzehoe 2014, S. 139–170.
4. ↑  Itzehoe (Friedhof), Kreis Steinburg, Schleswig-Holstein

- Karte mit allen Koordinaten:
- OSM |
- WikiMap